# Albert Cornelis

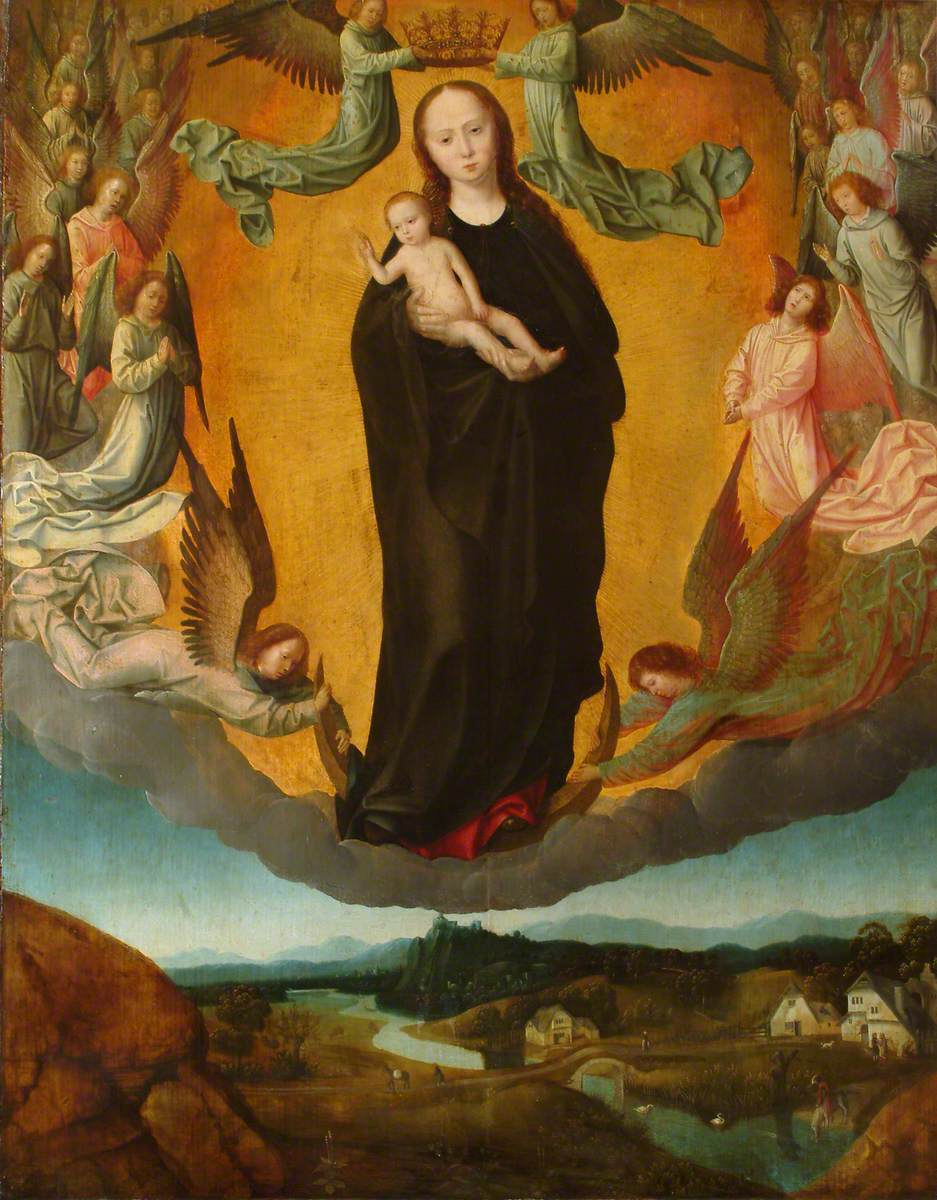
Glorificación de la Virgen

Albert Cornelis (c. 1475 – Brujas, 4 de septiembre de 1532) fue un pintor flamenco de comienzos del siglo XVI.
Son pocos los datos que se conocen de él, aparte de sus obras. Pintó principalmente temas religiosos por encargos eclesiásticos.
Su Glorificación de la Virgen se conserva en el Brighton Museum & Art Gallery.
Se le atribuye un retablo con tema similar, Coronación de la Virgen en la iglesia de Santiago de Brujas.
Se ha relacionado su estilo con el del Maestro de la Santa Sangre.
En 1513, se le menciona en un acto jurídico como un burgués residente en Brujas.
En 1515, toma a Pieter Verhaegt como aprendiz.
Se casó con Katheline de Gheselle, con la que tuvo un hijo, Klaas Cornelis, hacia 1517-1578. Este hijo será admitido como pintor, hijo de maestro, en la guilda de los pintores de Brujas.
Entre 1515 y 1530, alquiló puesto en el mercado anual de Brujas para vender sus obras.
En 1517, recibió de la guilda de los chapeliers el encargo del panel central del tríptico destinado al altar de la iglesia de Santiago de Brujas. Este trabajo suscitó un pleito en 1519, al quejarse el comitente de que la obra no había sido pintada por sí mismo por el maestro. No obstante, en los términos del contrato se especificaba que sólo las carnaciones deberían ser ejecutadas directamtne por Albert Cornelis. La obra fue entregada en 1522.